# Paraechinus micropus
Paraechinus micropus é uma espécie de insetívoro da família Erinaceidae. Pode ser encontrado na Índia e Paquistão.